# Кожамберды (село)
Кожамберды (каз. Қожамберді, до 199? г. — Калинино) — село в Тюлькубасском районе Туркестанской области Казахстана. Входит в состав Мичуринского сельского округа. Код КАТО — 516055400.

## Население
В 1999 году население села составляло 685 человек (346 мужчин и 339 женщин). По данным переписи 2009 года, в селе проживали 784 человека (380 мужчин и 404 женщины).